# Małgorzata Strzelec
Małgorzata Maria Strzelec (ur. 11 września 1955 w Dąbrowie Górniczej, zm. 3 maja 2019) – polska profesor nauk biologicznych, hydrobiolog. Zajmowała się zagadnieniami z zakresu inżynierii i ochrony środowiska, oraz zoologii ze szczególnym uwzględnieniem malakologii. Wykładała w Katedrze Ekologii, oraz była profesorem nadzwyczajnym i kierownikiem Katedry Hydrobiologii na Wydziale Biologii i Ochrony Środowiska Uniwersytetu Śląskiego w Katowicach.
Habilitowała się w 1994 roku na Wydziale Biologii i Ochrony Środowiska UŚ na podstawie rozprawy zatytułowanej Ślimaki (Gastropoda) antropogenicznych środowisk wodnych Wyżyny Śląskiej. Tytuł profesora nauk biologicznych uzyskała w 2007 roku. Jej zainteresowania naukowe obejmowały między innymi wpływ antropopresji na bioróżnorodność.

## Książki
- Strzelec M., Serafiński W., Biologia i ekologia ślimaków w zbiornikach antropogenicznych, Katowice: Centrum Dziedzictwa Przyrody Górnego Śląska, 2004, ISBN 978-83-906910-6-0.
- Serafiński W., Strzelec M., Krodkiewska M., Inwazje biologiczne w środowiskach słodkowodnych: wybrane zagadnienia, Wydanie 1, Podręczniki i skrypty Uniwersytetu Śląskiego w Katowicach, Katowice: Wydawnictwo Uniwersytetu Śląskiego, 2014, ISBN 978-83-8012-228-4.